# سلطان آباد
سلطان آباد هي بلدة في مقاطعة قرغان تبه في ولاية أنديجان في أوزبكستان.